# 플라비아 율리아 헬레나 아우구스타

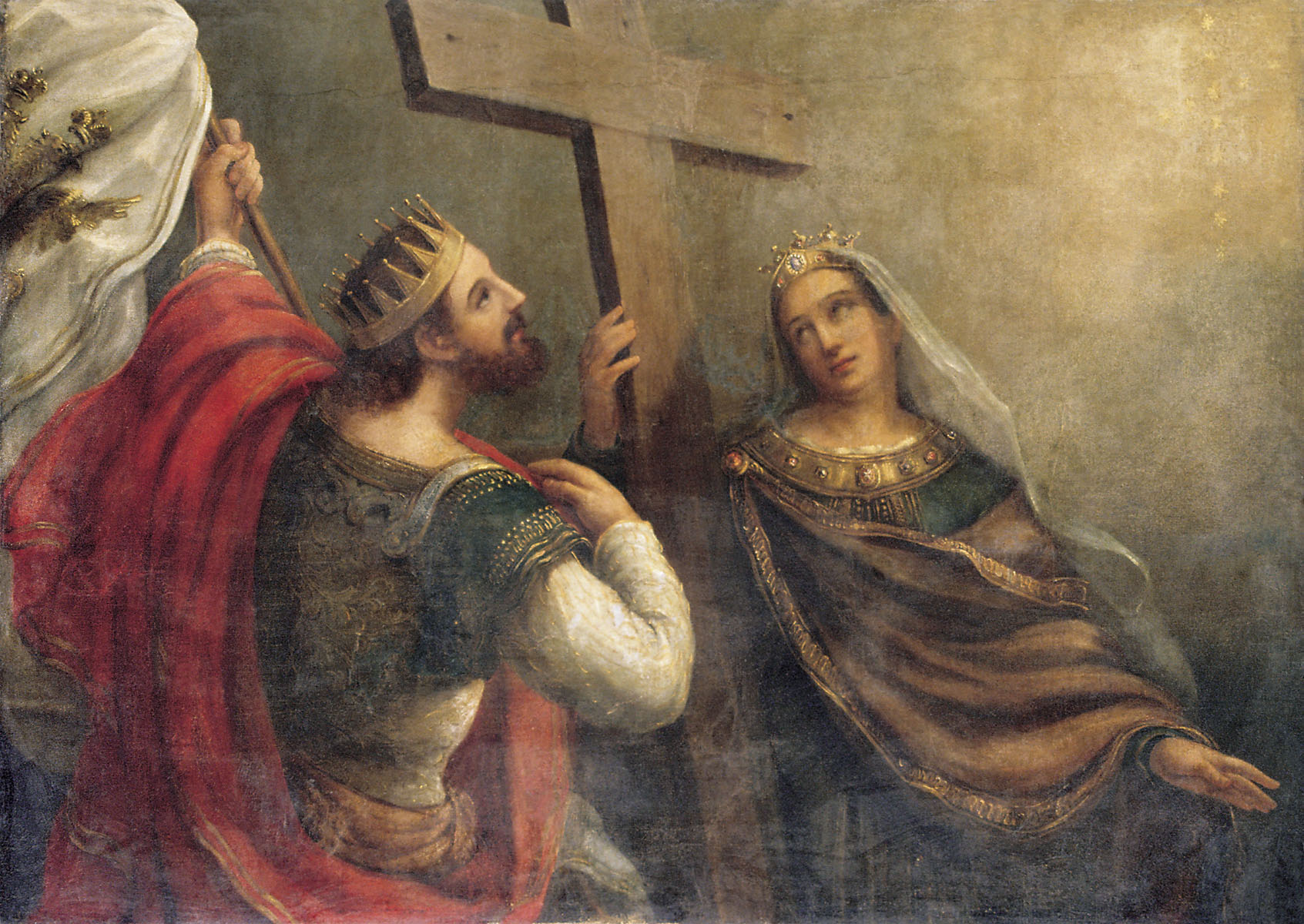
성녀 헬레나

성녀 헬레나 또는 콘스탄티노폴리스의 헬레나(248년추정 – 329년추정)는 콘스탄티우스 클로루스의 첫 번째 아내이자 콘스탄티누스 1세의 어머니이다. 고대 그리스어로 ‘태양’이라는 뜻이다. 그녀와 관련해서는 수많은 전설과 전승, 이야기가 내려오는데 그 중에서도 특히 그녀가 예수 그리스도의 십자가를 발견했다는 전설이 가장 유명하다. 기독교의 성녀로, 로마 가톨릭교회 8월18일 동방 정교회에서의 축일은 5월 21일.

## 생애
326년, 헬레나는 예수의 행적의 발자취를 따라 예루살렘으로 성지 순례를 갔다. 그리고 그곳에서 그녀는 예수가 매달렸던 십자가와 함께 예수의 시신이 3일간 매장되었던 무덤을 발견하였다. 헬레나는 예수의 무덤에 작은 기념성당을 건축하게 하였으며 십자가는 로마로 가지고 돌아왔다.
그녀의 아들인 콘스탄티누스의 축일은 5월 21일이며 성녀 헬레나의 축일은 8월 18일이다.